# Беллегра
Беллегра (итал. Bellegra) — коммуна в Италии, располагается в области Лацио, подчиняется административному центру Рим.
Население составляет 3029 человек, плотность населения составляет 168 чел./км². Занимает площадь 18 км². Почтовый индекс — 030. Телефонный код — 06.
Покровителем коммуны почитается святой Сикст, папа Римский. Праздник ежегодно празднуется 6 августа.